# 監獄學園
《監獄學園》（日语：プリズンスクール）是日本漫畫家平本Akira所創作的校園搞笑漫畫，於講談社青年漫畫雜誌《週刊Young Magazine》2011年10號至2018年4・5合併號期間連載。香港中文版由東立出版社出版，台灣中文版由台灣東販出版。2013年，獲得第37回講談社漫畫賞（一般部門）。
於2015年7月至9月播放電視動畫，同年10月至12月播放電視劇。

## 劇情大綱
漫畫裡的標題皆取自和影射特定電影的片名。
男囚篇
隨著私立八光學園從女校改為男女合校，五名男學生清志、葛人、真吾、讓、安德魯作為首批男學生入學，他們將與全校1016名女學生共學。
入學後不久，五名男學生策劃偷窺女子澡堂，但立刻遭到裏學生會逮捕，送入校內監獄後，被副會長芽衣子、書記綠川花施以各種刑罰和勞動。期間主角清志與他的同學栗原千代立下觀看相撲比賽之約，為了達成約定開始籌備逃獄，在葛人的幫助下、清志偷到女生制服並喬裝越獄。豈知在赴約之後，千代意外發現清志的背包裡的女生制服是自己的制服，由於千代正巧是裏學生會會長萬里的妹妹，越獄計畫立刻被揭發，在連坐處罰下、五人刑期被延長。但是以將男學生退學為目標的萬里並不滿足，與芽衣子一同籌畫讓男生退學的計畫。
受到計畫影響，真吾和安德魯被誣陷越獄，在面臨三次越獄就將退學的絕境下，清志與學園理事長交涉並成功爭取了一天時間。最後，五名男學生和千代、真由美、裏學生會親衛隊長杏子共同合作、找出了計畫的相關檔案並向理事長告發裏學生會的行為，成功為自己平反並得到釋放，而陷害他們的裏學生會也因而入監。
女囚篇
脫獄後的男學生們重獲自由，生活回歸正軌並陸續和心儀的對象發展感情。清志無意間發現表學生會設局陷害裏學生會的實情，被表學生會陷害再度入獄。表學生會幾度從中挑撥陷害，導致芽衣子精神退化至小學時期，清志和萬里更被表學生會設局拍下讓人誤會的照片。為了參與由僅限裏學生會主導校園時才會舉辦的「濕身T恤派對」，男學生們幫助裏學生會成功脫獄。而為了反制表學生會會長凱特，萬里引誘凱特錄下雙人赤身接觸的影片。
為了決定八光學園的學生會主導權，裏學生會、男學生們和他們的心儀對象的組成聯盟，預備在運動會騎馬戰和表學生會一決勝負。
運動會篇
運動會當日，雙方隊伍於騎馬戰裡藉著言語挑撥、揭露結盟隊伍成員的隱私和弱點，雙方相互抗衡。另一方面，理事長外出期間遭遇連串意外，在他搭直升機回校園時，凱特為對付裏學生會而使出計策，但卻意外導致會場煙火誤擊直升機，校內監獄被墜機摧毀，而表裏學生會的對決也憑局收場。
出獄篇
為慶祝出獄，裏學生會、男學生們和他們的心儀對象決定舉辦烤肉派對。清志也希望趁此機會向千代告白，卻得萬里將在派對當日出國留學之事。在派對當日，綠川花告知千代有關自己和清志發生的種種情慾糾葛，讓千代和清志的戀情告吹。故事最後，千代接下裏學生會會長的位置，而她的個性變得和故事初期的萬里一樣厭惡男性。

## 登場人物
中文譯名取自中文單行本。

### 男學生
藤野清志（聲：神谷浩史；演：中川大志）
本作主角。通稱「清志」。一名平凡無奇高中生，但相當的直覺敏鋭，應變能力好。在一次因為掉了相撲橡皮擦的巧合，因而結識喜愛相撲的栗原千代，與之交談過後，被邀請一起去看相撲比賽。喜歡千代，並互相有好感，但因為各種誤會而和綠川花有很複雜的糾葛。
諸葛岳人（聲：小西克幸；演：柄本時生）
通稱「葛人/樂斗」，戴眼鏡，初期及肩中短髮，後剃成平頭。口頭禪為「是也（日语：ゴザル）」。三國志御宅族，對歷史、戰爭和電腦相當了解。善於謀略，自稱練馬區第一智將。出獄後結識光子，對其有好感，但因為無法理解其對BL的愛好陷入掙扎。
若本真吾（聲：鈴村健一；演：矢野聖人）
通稱「真吾」。和清志為同所中學的好友，留著金色飛機頭給人不良少年的形象，但其實有著靦腆的一面，缺乏和異性搭訕來往的經驗。在獲准外出期間結識杏子，相當迷戀她，出獄後兩人也順利在一起交往，但有時會被杏子抱怨不解風情。
根津讓二（聲：浪川大輔；演：宮城大樹）
通稱「讓/阿丈」，平常個性低調，總是將自己的臉隱藏在風衣的帽子下。身體虛弱，經常咳嗽(但曾被裏學生會表示只是口內炎比較嚴重而已)。寵物是螞蟻，並且非常疼愛，出獄後結識同班的佐藤，對其有好感。曾協調因BL而陷入瓶頸的葛人和光子，也意外因BL和光子之間變得十分有話聊。
安堂麗治（聲：興津和幸；演：坂本祐介）
通稱「安德魯/安德雷」。身型和臉都很龐大，但卻有不成比例的小巧五官，個性溫和但孔武有力，有強烈的性受虐傾向。。初期迷戀芽衣子，但被麗莎在意後馴服。

### 女學生

#### 地下學生會
又翻譯作裏學生會。
栗原萬里（聲：大原沙耶香；演：山崎紘菜）
裏學生會第二十任會長，理事長的長女，千代的姊姊，與芽衣子是自小學以來的朋友。在學業、體育、藝術皆有出色表現，只有在私下便服方面的品味令人不敢恭維，寵物為烏鴉並操控他們監管學園。由於父親對臀部的愛好而厭惡男性，策劃將男學生全部退學但未果。被表學生會陷害入獄後獲得男學生們幫助，開始對其改觀，並一同對抗表學生會，最後決定出國留學。
白木芽衣子（聲：伊藤靜；演：護麻奈）
裏學生會副會長，萬里的朋友兼左右手。銀髮，擁有巨乳和發達的汗腺，身體能力很強、也經常鍛鍊自己，本身衣著暴露但卻沒有任何自覺，擅長料理，男囚篇時常拿馬鞭教訓不聽話的男生們。故事中期被表學生會陷害入獄後一度被設局導致精神變成小學時期狀態，但在騎馬戰經歷意外轉折，令精神成功蛻變。
綠川花（聲：花澤香菜；演：森川葵）
裏學生會書記，留著一頭黃色中長直髮，總是在學生裙底下加穿一條長褲。外表溫柔嬌弱，個性時而天真，時而強悍。曾拿過全國空手道大賽第四名。泡的茶特別好喝，最早因為尿尿的時候被清志看到而與他有一連串糾葛，之後多次想要羞辱清志，是他的初吻對象。
一開始跟萬里一樣對男生毫不留情，但在跟清志發生種種事跡後也疑似對他暗生好感甚至妒嫉起千代，最終挑撥兩人導致其戀情告吹也讓千代個性轉而厭惡男性。

#### 正牌學生會
又翻譯作表學生會。
竹之宮凱特（聲：小清水亞美）
表學生會會長，綁雙馬尾，擅長合氣道。與萬里、芽衣子為小學時代同學，相當敵視萬里。小學時被萬里鄙視，因此懷恨在心，是策劃裏學生會入懲罰室的幕後黑手，後期揭露出對萬里並非只有怨恨，反而對她擁有超乎常人的情感。
別當麗莎
表學生會副會長，手持竹刀，留著短髮沒有眉毛的冷酷少女。不會輕易對外人嶄露出任何情緒，但對安德魯產生情愫，對此暗中嫉妒芽衣子在安德魯心中的地位而開始專研SM的各項技巧。
橫山光子（聲：高橋美佳子）
表學生會書記，杏子的堂妹，是個冒失娘。熱愛三國志的歷女、也是個腐女。因三國志與葛人結識，本身並不在意葛人在學校發生過的糗事反而對他有所好感，但因其對三國志BL的創作喜好，一度令葛人崩潰而曾試圖放棄三國志。

#### 其他女學生
栗原千代（聲：橋本千波；演：武田玲奈）
理事長的次女，萬里的妹妹。愛好相撲活動，是圍棋社社員，擁有強烈正義感。故事初期因為清志的相撲橡皮擦而開始與他認識，對其產生好感，得知男生們的境遇後，聯合真由美和杏子幫助男學生們越獄。裏學生會入獄後，被凱特設局入獄並誤會萬里，經過清志和萬里解釋始消弭誤會，順利出獄。後因為花同樣對清志產生好感甚至從中作梗，導致千代和清志的戀情告吹，性格也變得和故事初期的姊姊同樣厭惡男性。
橫山杏子（聲：大地葉；演：新木優子）
二年級生，光子的堂姐。裏學生會親衛隊長。擅長格鬥電玩，真吾獲准外出期間在遊戲廳邂逅前者，曾經受裏學生會唆使為真吾設局，後幫助千代協助男學生們越獄。
田中真由美（聲：七瀨亞深；演：寺嶋由芙）
千代的室友，與她交情甚好。另一身分為網路當紅主播「真神那由多」，以本名倒置的讀音取成，在網路上播放個人直播秀，男囚篇時曾以隱誨的方式協助千代幫忙男生們。
佐藤（聲：濱崎奈奈）
讓的同班同學，戴著眼鏡，將頭髮綁成兩束的冒失屬性兼家政系女孩，曾向讓分享自製的杯子蛋糕，早期被讓稱為杯子蛋糕女孩。
碧池學姊
八光學園女學生，習慣將頭髮留海綁起束於頭頂。學園騎馬戰期間擔任表學生會的備戰成員，於作戰期間騷擾杏子。

### 八光學園職員
栗原理事長（聲：藤原啟治；演：高嶋政宏）
私立八光學園理事長，萬里及千代的父親。繼任理事長後，開放讓男性學生進入校園就讀。對於屁股有強烈的執著與愛好，初期因為其愛好跟女兒萬里之間關係緊張，更間接導致男囚篇男生們的苦難。

## 出版書籍
| 卷數 | 講談社        | 講談社                                        | 東立出版社     | 東立出版社             | 台灣東販       | 台灣東販               | 封面角色           |
| 卷數 | 發售日期      | ISBN                                          | 發售日期       | ISBN                   | 發售日期       | ISBN                   | 封面角色           |
| ---- | ------------- | --------------------------------------------- | -------------- | ---------------------- | -------------- | ---------------------- | ------------------ |
| 1    | 2011年6月6日  | ISBN 978-4-06-382043-0                        | 2012年2月16日  | ISBN 978-962-955-942-7 | 2012年5月1日   | ISBN 978-986-251-721-5 | 藤野清志           |
| 2    | 2011年10月6日 | ISBN 978-4-06-382091-1                        | 2012年11月9日  | ISBN 978-962-955-992-2 | 2012年7月24日  | ISBN 978-986-251-806-9 | 白木芽衣子         |
| 3    | 2012年1月6日  | ISBN 978-4-06-382125-3                        | 2012年11月29日 | ISBN 978-988-228-009-0 | 2012年10月24日 | ISBN 978-986-251-878-6 | 栗原萬里           |
| 4    | 2012年4月6日  | ISBN 978-4-06-382159-8                        | 2013年1月17日  | ISBN 978-988-228-016-8 | 2013年1月24日  | ISBN 978-986-251-966-0 | 綠川花             |
| 5    | 2012年7月6日  | ISBN 978-4-06-382195-6                        | 2014年5月30日  | ISBN 978-988-228-136-3 | 2013年4月27日  | ISBN 978-986-331-030-3 | 栗原千代           |
| 6    | 2012年11月6日 | ISBN 978-4-06-382224-3                        | 2014年6月30日  | ISBN 978-988-228-142-4 | 2013年7月27日  | ISBN 978-986-331-098-3 | 橫山杏子           |
| 7    | 2013年2月6日  | ISBN 978-4-06-382261-8                        | 2014年10月10日 | ISBN 978-988-228-147-9 | 2013年10月27日 | ISBN 978-986-331-177-5 | 理事長             |
| 8    | 2013年5月2日  | ISBN 978-4-06-382302-8                        | 2014年10月30日 | ISBN 978-988-228-149-3 | 2014年1月27日  | ISBN 978-986-331-286-4 | 綠川花             |
| 9    | 2013年7月5日  | ISBN 978-4-06-382320-2                        | 2014年11月24日 | ISBN 978-988-228-165-3 | 2014年4月27日  | ISBN 978-986-331-332-8 | 橫山光子           |
| 10   | 2013年10月4日 | ISBN 978-4-06-382359-2                        | 2015年1月27日  | ISBN 978-988-228-170-7 | 2014年7月27日  | ISBN 978-986-331-424-0 | 白木芽衣子（童年） |
| 11   | 2013年12月6日 | ISBN 978-4-06-382387-5                        | 2015年2月11日  | ISBN 978-988-228-171-4 | 2014年10月15日 | ISBN 978-986-331-511-7 | 竹之宮凱特         |
| 12   | 2014年3月6日  | ISBN 978-4-06-382432-2                        | 2015年2月16日  | ISBN 978-988-228-175-2 | 2015年1月19日  | ISBN 978-986-331-627-5 | 別當麗莎           |
| 13   | 2014年5月2日  | ISBN 978-4-06-382461-2                        | 2015年3月20日  | ISBN 978-988-228-176-9 | 2015年4月15日  | ISBN 978-986-331-627-2 | 栗原萬里           |
| 14   | 2014年8月6日  | ISBN 978-4-06-382499-5                        | 2015年4月30日  | ISBN 978-988-228-191-2 | 2015年8月8日   | ISBN 978-986-331-786-9 | 栗原千代           |
| 15   | 2014年11月6日 | ISBN 978-4-06-382525-1                        | 2015年4月30日  | ISBN 978-988-228-192-9 | 2015年10月15日 | ISBN 978-986-331-850-7 | 藤野清志           |
| 16   | 2015年3月6日  | ISBN 978-4-06-382570-1                        | 2015年6月13日  | ISBN 978-988-228-217-9 | 2015年12月15日 | ISBN 978-986-331-619-0 | 別當麗莎           |
| 17   | 2015年6月5日  | ISBN 978-4-06-382643-2                        | 2015年9月16日  | ISBN 978-988-228-222-3 | 2016年1月20日  | ISBN 978-986-331-931-3 | 竹之宮凱特         |
| 18   | 2015年8月6日  | ISBN 978-4-06-382647-0                        | 2015年11月27日 | ISBN 978-988-228-224-7 | 2016年2月16日  | ISBN 978-986-331-932-0 | 綠川花             |
| 19   | 2015年12月4日 | ISBN 978-4-06-382714-9                        | 2016年3月12日  | ISBN 978-988-228-228-5 | 2016年5月18日  | ISBN 978-986-475-023-8 | 別當麗莎（童年）   |
| 20   | 2016年3月4日  | ISBN 978-4-06-382741-5 ISBN 978-4-06-358803-3 | 2016年5月27日  | ISBN 978-988-228-231-5 | 2016年8月15日  | ISBN 978-986-475-097-9 | 白木芽衣子         |
| 21   | 2016年6月6日  | ISBN 978-4-06-382804-7                        | 2016年8月1日   | ISBN 978-988-228-235-3 | 2016年11月18日 | ISBN 978-986-475-193-8 | 碧池学姐           |
| 22   | 2016年8月5日  | ISBN 978-4-06-382836-8                        | 2016年11月17日 | ISBN 978-988-228-237-7 | 2017年2月6日   | ISBN 978-986-475-268-3 | 田中真由美         |
| 23   | 2016年11月4日 | ISBN 978-4-06-382872-6                        | 2017年2月21日  | ISBN 978-988-228-240-7 | 2017年5月22日  | ISBN 978-986-475-358-1 | 栗原萬里           |
| 24   | 2017年3月6日  | ISBN 978-4-06-382960-0                        | 2017年7月27日  | ISBN 978-988-228-248-3 | 2017年8月11日  | ISBN 978-986-475-421-2 | 橫山光子           |
| 25   | 2017年5月2日  | ISBN 978-4-06-382965-5                        | 2017年10月31日 | ISBN 978-988-228-251-3 | 2017年11月22日 | ISBN 978-986-475-517-2 | 諸葛岳人           |
| 26   | 2017年8月4日  | ISBN 978-4-06-510091-2                        | 2018年1月1日   | ISBN 978-988-228-263-6 | 2018年8月17日  | ISBN 978-986-475-737-4 | 綠川花             |
| 27   | 2017年11月6日 | ISBN 978-4-06-510425-5                        | 2018年5月19日  | ISBN 978-988-228-270-4 | 2019年7月24日  | ISBN 978-986-511-074-1 | 白木芽衣子         |
| 28   | 2018年4月6日  | ISBN 978-4-06-511266-3                        | 2019年5月9日   | ISBN 978-988-228-293-3 | 2019年8月22日  | ISBN 978-986-511-075-8 | 栗原千代           |

## 電視動畫
2014年8月發售的第14卷單行本發表了動畫化消息。自2015年7月起至同年9月播出，完整改編男囚篇情節。OAD收錄於漫畫第20卷的單行本同捆DVD中，於2016年3月4日發售。 

### 製作人員
- 原作：平本Akira
- 監督、音響監督：水島努
- 系列構成、劇本：橫手美智子
- 人物設計、作畫總監督：谷口淳一郎
- 美術監督：森尾麻紀
- 色彩設計：日野亞朱佳
- 攝影監督：大河内喜夫
- 編輯：後藤正浩（REAL-T）
- 音樂：中川幸太郎
- 製片：GENCO
- 製片協力：EGG FIRM
- 動畫製作：J.C.STAFF
- 製作：八光學園地下學生會

### 主題曲
片頭曲
作詞：大槻賢二，作曲：NARASAKI，編曲：河田貴央，歌：監獄男子（神谷浩史、小西克幸、鈴村健一、浪川大輔、興津和幸）
片尾曲
作詞：熊野清美，作曲：高木隆次，編曲：倉内達矢，歌：監獄男子（神谷浩史、小西克幸、鈴村健一、浪川大輔、興津和幸）

### 各話列表
| 第1話  |  | 偷窺大作戰         | 水島努   | 水島努            | 富岡寬、吉田優子 前田義宏、村上雄                                                    |
| 第2話  |  | 熱愛屁股的男人     | 二瓶勇一 | 高島大輔          | 矢向宏志、三木達也                                                                   |
| 第3話  |  | 大噴出             | 倉川英揚 | 倉川英揚          | 大木良一、上田峰子 中西愛、富岡寬 安田祥子、淺川翔                                   |
| 第4話  |  | 帶我一起去看相撲吧 | 小林敦   | 小林敦            | 村上雄、坂本哲也 前田義宏、佐野春香 矢向宏志、冷水由紀繪 安也將人、上田峰子          |
| 第5話  |  | 學園第一的背叛者   | 二瓶勇一 | 村田尚樹          | 大野勉、佐藤陽子 阿倍弘樹                                                            |
| 第6話  |  | 復仇在花           | 倉川英揚 | 高島大輔          | 木本茂樹、吉田優子 山內則康、糸島雅彥                                                |
| 第7話  |  | 芽衣子的美味餐廳   | 二瓶勇一 | 橋本敏一          | 藤部生馬、大木良一 前田義宏、矢向宏志 小林利充、糸島雅彥 山內則康                    |
| 第8話  |  | 安德魯的日記       | 鈴木信濃 | 篠原正寛 鈴木信濃 | 上田峰子、村上雄 坂本哲也、藤部生馬 前田義宏、安田祥子 冷水由紀繪、安野將人 山本雅章 |
| 第9話  |  | 體液漫天           | 二瓶勇一 | 藏本穗高          | 木本茂樹、大木良一 冷水由紀繪、矢向宏志                                              |
| 第10話 |  | 屁股多美好         | 二瓶勇一 | 高島大輔          | 村上雄、坂本哲也 吉田優子、安田祥子 矢向宏志、前田義宏 中西愛                        |
| 第11話 |  | 血妓杏鮑菇         | 倉川英揚 | 櫻美勝志          | 大木良一、上田峰子 小淵陽介、藤部生馬 冷水由紀繪、矢向宏志                           |
| 第12話 |  | 早安監獄           | 水島努   | 水島努            | 木本茂樹、村上雄 冷水由紀繪、吉田優子 前田義宏、安田祥子 吉岡幸惠、谷口淳一郎        |
| OAD    |  | 瘋狂的蠟           | 二瓶勇一 | 鈴木信濃          | 前田義宏、坂本哲也 安田祥子                                                          |

### BD / DVD
| 卷 | 發售日期       | 收錄話數   | 規格編號   | 規格編號   | 封面角色                                         |
| 卷 | 發售日期       | 收錄話數   | BD初回版   | DVD初回版  | 封面角色                                         |
| -- | -------------- | ---------- | ---------- | ---------- | ------------------------------------------------ |
| 1  | 2015年9月30日  | 第1－2話   | 1000580354 | 1000580360 | 白木芽衣子                                       |
| 2  | 2015年10月28日 | 第3－4話   | 1000580355 | 1000580361 | 藤野清志、栗原千代                               |
| 3  | 2015年11月25日 | 第5－6話   | 1000580356 | 1000580362 | 綠川花                                           |
| 4  | 2015年12月23日 | 第7－8話   | 1000580357 | 1000580363 | 若本真吾、橫山杏子                               |
| 5  | 2016年1月27日  | 第9－10話  | 1000580358 | 1000580364 | 栗原萬里                                         |
| 6  | 2016年2月24日  | 第11－12話 | 1000580359 | 1000580365 | 藤野清志、諸葛岳人、若本真吾、根津讓二、安堂麗治 |

## 電視劇
《監獄學園》，2015年10月起於MBS及TBS播出的電視劇，為改編自同名漫畫的真人版連續劇。此劇由中川大志主演。

### 主要演員
- 藤野清志：中川大志
- 栗原萬里：山崎紘菜
- 白木芽衣子：護麻奈
- 綠川花：森川葵
- 諸葛岳人：柄本時生
- 若本真吾：矢野聖人（日语：矢野聖人）
- 安堂麗治：坂本祐介（日语：ガリガリガリクソン）
- 栗原千代：武田玲奈
- 横山杏子：新木優子
- 根津讓二：宮城大樹
- 田中麻由美：寺嶋由芙
- 理事長：高嶋政宏（特別出演）

### 製作人員
- 編劇：井口昇（日语：井口昇）、北川亞矢子
- 導演：井口昇
- 主題曲：GOOD ON THE REEL「サーチライト」[8]
- 片頭曲：HaKU「衝動」[9]
- 製作公司：ROBOT（日语：ロボット (企業)）
- 製作：「監獄學園」製作委員會、MBS

### 播放電視台
| 播放期間                       | 播放時間                                           | 播放電視台  | 播放地區       | 備註                                   |
| ------------------------------ | -------------------------------------------------- | ----------- | -------------- | -------------------------------------- |
| 2015年10月26日 - 12月21日      | 週日 24:50 - 25:20                                 | 每日放送    | 近畿廣域圈     | 制作局                                 |
| 2015年10月28日 - 12月23日      | 週二 25:11 - 25:41                                 | TBS電視台   | 關東廣域圈     |                                        |
| 2015年11月19日 - 2016年1月21日 | 週三 25:48 - 26:18                                 | 山形電視台  | 山形縣         |                                        |
| 2015年11月25日 - 2016年1月27日 | 週二 25:13 - 25:43                                 | 東北放送    | 宮城縣         |                                        |
| 2015年12月4日 - 2016年2月5日   | 週四 25:13 - 25:43                                 | 長崎放送    | 長崎縣         |                                        |
| 2015年12月5日 - 2016年2月6日   | 週五 25:25 - 25:55                                 | 福島電視台  | 福島縣         |                                        |
| 2015年12月5日 - 2016年2月13日  |                                                    | 山陰放送    | 鳥取縣・島根縣 |                                        |
| 2016年1月13日 - 3月9日         | 週二 25:43 - 26:13                                 | RKB每日放送 | 福岡縣         |                                        |
| 2016年2月3日 - 3月30日         | 週二 25:11 - 25:41                                 | IBC岩手放送 | 岩手縣         |                                        |
| 2016年10月17日 - 12月19日      | 週日 25:20 - 25:50                                 | 北海道放送  | 北海道         |                                        |
| 2017年10月6日 - 10月10日       | 每天 23:00 - 24:00二集連播 10月10日為23:00 - 23:30 | 龍華動畫台  | 臺灣           | 中華電信MOD 配合當年國慶連假，全台首播 |

| 刊登期間                     | 刊登時間         | 刊登網站        | 備註       | 2015年10月29日 -    |
| ---------------------------- | ---------------- | --------------- | ---------- | ------------------- |
| 週四 0:00 更新               | dTV              |                 |            |                     |
| UULA                         |                  | 2015年11月1日 - |            | Niconico頻道        |
| 第1話為11月1日（日）0:00上傳 | 2015年11月12日 - |                 | Video Pass | 11月12日刊登至第3集 |

| MBS電視台 週日 24:50 - 25:20 節目    | MBS電視台 週日 24:50 - 25:20 節目              | MBS電視台 週日 24:50 - 25:20 節目 |
| ------------------------------------ | ---------------------------------------------- | --------------------------------- |
|                                      | 監獄學園-Prison School- （2015.10.26 - 12.21） |                                   |
| 女高中生是雪女 （2015.9.28 - 10.19） | 約飯 Season2 （2016.1.18 - 3.7）               |                                   |

| 龍華動畫台 23:00-24:00→23:00-23:30 節目 | 龍華動畫台 23:00-24:00→23:00-23:30 節目                     | 龍華動畫台 23:00-24:00→23:00-23:30 節目 |
| --------------------------------------- | ----------------------------------------------------------- | --------------------------------------- |
|                                         | 監獄學園（真人版） （2017年10月6日－10月10日）              |                                         |
| 家有賤狗 重播時段                       | 巴哈姆特電玩瘋 10/10 23:30-24:00 家有賤狗 10/11恢復重播時段 |                                         |

## 外部連結
- Young Magazine｜監獄學園｜作品介紹｜講談社COMIC PLUS （页面存档备份，存于）（日語）
- 《監獄学園》原著編輯者的X（前Twitter）（日語）
- 電視動畫《監獄学園》官方網站 （页面存档备份，存于）（日語）
- 電視劇《監獄学園》官方網站 （页面存档备份，存于）（日語）
- 電視劇《監獄学園》官方的X（前Twitter）（日語）